# Josée Steiner
Pour les articles homonymes, voir Steiner.
Josée Steiner est une actrice française née le 9 mars 1939 à Chatou (Yvelines).

## Biographie
Elle est la fille de Kadmi Cohen (1892-1944), avocat et écrivain français d'origine juive, mort au camp de concentration de Gleiwitz, un des sous-camps d'Auschwitz. Sous l'Occupation, elle se réfugie avec sa famille à l'Île de Ré. À la Libération, elle retourne vivre à Chatou (Yvelines) où elle est inscrite au lycée. Sa mère se remarie avec un médecin, Ozias Steiner (1907-1989),, qui adopte Josée et ses deux frères, Jean-François Steiner et  Olivier Cohen-Steiner (1936-2019), en 1952.
Elle abandonne ses études à l'âge de 15 ans pour devenir comédienne, poussée par un ami de son grand-père, le réalisateur Yves Ciampi, qui la trouvait photogénique. Elle monte la première fois sur les planches à l'âge de 16 ans pour jouer dans le Journal d'Anne Frank, sous la direction de Marguerite Jamois, où elle interprète la sœur d'Anne Frank, Margot. En 1959, elle est la voix française de Diane Baker qui joue Margot dans le film de George Stevens. À l'âge de 17 ans, elle s'installe seule dans une chambre de bonne à Paris,.
Son succès au théâtre dans Les Petits renards (1962) avec Simone Signoret lui offre d'être l'héroïne de La Belle vie de Robert Enrico.
Par la suite, sa carrière marque le pas : La Princesse de Clèves, Le Gentleman d'Epsom, Compartiments tueurs ne lui offrent que des rôles secondaires.
À la télévision, elle est Amélie dans Les Compagnons de Jéhu et Flor dans Lagardère (1967).

## Filmographie

### Cinéma
- 1961 : Il suffit d'aimer de Robert Darène[6],[7]
- 1961 : La Princesse de Clèves d'après le roman de Madame de La Fayette, adaptation de Jean Cocteau, réalisation de Jean Delannoy : Madame de Martigues[8]
- 1962 : Le Gentleman d'Epsom de Gilles Grangier : Béatrice[9]
- 1963 : La Belle Vie de Robert Enrico : Sylvie Simon[10]
- 1965 : Compartiment tueurs de Costa-Gavras : l'employée de l'hôtel Arizona[11]
- 1966 : Une femme en blanc se révolte de Claude Autant-Lara : Simone Valin[12]

### Télévision[13]
- 1961 : Les Deux Orphelines, téléfilm de Jean-Marie Coldefy : Florette
- 1961 : Un bon petit diable d'après l'œuvre de la Comtesse de Ségur, adaptation de Michel Subiela, réalisation de Jean-Paul Carrère : Juliette[14]
- 1962 : Pauvre Martin de Jean-Marie Coldefy : Suzette
- 1964 : La fille du broyeur de lin de Jean Bescont : Mlle de Kermelle[15]
- 1965 : Dom Juan ou le Festin de Pierre de Marcel Bluwal : Charlotte[16]
- 1966 : Les Compagnons de Jéhu : Amélie[17],[18],[19]
- 1967 : Lagardère d'après le roman de Paul Féval, réalisation de Jean-Pierre Decourt (6 épisodes): Flor de la Cruz[20]
- 1967 : L'affaire Francey, dans le cadre de l'émission En votre âme et conscience : L'accusée, Madame Francey
- 1972 : Le rendez-vous des Landes de Pierre Gautherin : Karin / Sylvie

## Théâtre[21]
- 1957 : Le Journal d'Anne Frank de Frances Goodrich et Albert Hackett, mise en scène Marguerite Jamois, Théâtre Montparnasse : Margot[22]
- 1962 : Les Petits Renards de Lillian Hellman, mise en scène Pierre Mondy, Théâtre Sarah-Bernhardt
- 1964 : Jacques le fataliste de Henry Mary d'après Diderot, mise en scène Edmond Tamiz, Théâtre Récamier

## Doublage
- 1959 : Le Journal d'Anne Frank  de George Stevens : Margot (Diane Baker)